# Louis Cappel de Montgemberg
Louis Cappel dit l'Ancien ou de Montgemberg ou de Moriambert,  est un théologien français, membre de la famille Cappel, né à Paris le 15 janvier 1534, et mort à Sedan le 6 janvier 1586 .

## Biographie
Louis Cappel est le fils de Jacques Cappel (mort vers 1540), avocat du roi à Paris en 1534. À 17 ans il est professeur au collège du Cardinal-Lemoine. Après cinq ans de professorat, il est parti pour Bordeaux afin d'y étudier le droit, cependant il n'a pas poursuivi ces études car on lui a proposé une chaire de grec qu'il a acceptée. 
Il a rencontré à Bordeaux des protestants qui lui ont donné le goût pour la nouvelle religion. Il est devenu un partisan du calvinisme. Souhaitant approfondir ses connaissances, il est allé étudier à Genève puis est revenu à Paris quand il a considéré qu'il avait acquis suffisamment de connaissance. Il a hésité sur le genre de vie qu'il devait mener. Ses parents souhaitaient que, comme son père, il fit une carrière d'avocat, mais lui-même était attiré par la théologie. Le nombre de protestants augmentant, ils ont souhaité demander au roi un édit leur accordant le libre exercice de leur religion. Dans une assemblée tenue à Paris, Cappel fut choisi pour faire cette demande au roi lors des états généraux qui se sont ouverts à Orléans à la fin 1560. L'édit de tolérance de janvier 1561/1562 est signé à Saint-Germain. Ce succès ont conduit les protestants parisiens à lui demander à être pasteur à Meaux. Les troubles l'ont conduit à quitter Meaux pour se réfugier à Genève.
En 1569, les protestants d'Anvers ayant demandé un pasteur, on leur envoie Cappel, mais il a dû rapidement quitter la ville à cause du peu de sûreté. Il s'est alors installé à Sedan. Peu de temps après il a accepté de devenir pasteur à Clermont, mais après le massacre de la Saint-Barthélemy, il s'est de nouveau réfugié dans la principauté de Sedan. Les calvinistes l'ont envoyé en Allemagne pour demander des secours aux princes protestants d'Allemagne. À peine revenu de ce voyage, Guillaume Ier d'Orange-Nassau lui a demandé de devenir professeur de théologie à l'université de Leyde. Il a assisté à l'ouverture de la nouvelle académie de Leyde le 8 février 1575 et y a prononcé la harangue inaugurale.
Il est rappelé en France l'année suivante et a été quelque temps ministre dans les troupes calvinistes. Puis la ville de Sedan l'a choisi comme pasteur et pour être professeur de théologie à la toute récente Académie de Sedan où il a fini ses jours le 6 (ou 16) janvier 1586. 
Il est l'oncle de Louis Cappel.

## Famille
- Guillaume Cappel[2], fils d'un avocat au parlement de Paris, recteur de l'université de Paris en 1491 et s'oppose à la décision du pape Urbain VIII d'imposer un décime. Il a ensuite occupé une chaire de théologie. Il est mort doyen de la faculté.
- Denis Cappel, procureur au Châtelet, marié à Yolande Bailly,
  - Jacques Cappel[3], reçu avocat du roi au parlement de Paris le 4 février 1534, procureur général au parlement de Paris. Guillaume Ribier a donné une copie de la harangue qu'il a prononcée au lit de justice de 1537 tenu contre Charles Quint[4]
    - Jacques Cappel (1529-1586), sieur du Tilloy et de Vaudoy en Brie, marié à Louise du Val, conseiller au parlement de Rennes, il doit se réfugier à Sedan pour cause de religion
      - Jacques Cappel du Tilloy (1570-1624), il a étudié la théologie à Sedan et devient pasteur. En 1593, il a fondé une communauté protestante au Tilloy. En 1599, Henri de La Tour d'Auvergne, vicomte de Turenne et prince de Sedan, le fait nommer professeur d'hébreu à l'Académie de Sedan en 1599 jusqu'à son décès. Il y devient professeur de Théologie en 1610 et professeur d'éloquence et de rhétorique de 1620 à 1624[5].
      - Louis Cappel le Jeune (1585-1658)[6],[7],[8],[9], marié à Suzanne de Launai, pasteur, professeur d'hébreu à l'Académie de Saumur
        - Jean Cappel[10], parce qu'il s'était fait catholique au moment de la révocation de l'édit de Nantes, et était entré dans la congrégation de l'Oratoire[11]
        - Jacques-Louis (ou Jacques) Cappel (1639-1722)[12], il a succédé à son père comme professeur d'hébreu à l'Académie de Saumur en 1657. Il s'est retiré en Angleterre après la révocation de l'édit de Nantes. Il a été professeur d’hébreu et précepteur de Martin Folkes (1690-1754), célèbre « antiquaire », numismate, mathématicien et astronome.
        - Charlotte Cappel, mariée à Louis Le Blanc de Beaulieu, pasteur du Plessis-Marly, qui ont eu Louis Le Blanc de Beaulieu (1614-1675), professeur de Sedan[13],[14].

    - Louis Cappel dit l'Ancien ou de Moriambert (1534-1586), pasteur calviniste.
    - Ange Cappel, seigneur de Luat, a publié quelques traductions de Sénèque et de Tacite. Son ouvrage le plus curieux est Avis donné au Roy sur l'abbréviation des procès publié à Paris, en 1562.
    - Guillaume Cappel, docteur en médecine et homme de lettres